# Budic de Nantes
Pour les articles homonymes, voir Budic.
Budic de Nantes comte de Nantes de 1004 à 1038.

## Biographie
Budic est le fils du comte Judicaël de Nantes. Né vers 1000, il demeure jusque vers 1010 sous l'étroite surveillance de l'évêque de Nantes Gauthier II qui avait été  nommé par le comte de Rennes Geoffroi Ier de Bretagne.
Budic met à profit un pèlerinage de l'évêque en Terre sainte vers 1020 pour s'emparer des biens épiscopaux et détruire le château du prélat. De retour l'évêque demande l'intervention du comte de Rennes et Budic l'assistance du comte Foulques III d'Anjou ce qui entraîne la perte d'une partie des territoires nantais au sud de la Loire soit la presque totalité des Mauges (1025). La construction du château de Clisson est le signe de la volonté du comte de Nantes d'arrêter la progression du comté d'Anjou. 
Après un ultime conflit vers 1030 avec Alain III de Bretagne, Budic rentre dans la fidélité du comte de Rennes et souscrit le 5 avril 1030 une charte d'Alain III en faveur de l'abbaye du Mont-Saint-Michel Cette crise entraîne un recul sensible de l'autorité du comté de Nantes car c'est à cette époque qu'apparaissent les premiers châteaux dans les zones périphériques du pagus de Nantes; Châteaubriant, La Roche-Bernard, Machecoul.
De son épouse nommée Havoise il laissa deux fils ou trois fils :
- Mathathias[4] (sans doute une confusion avec Mathias) ;
- Mathias Ier de Nantes ;
- Budic.

## Sources
- Chronique de Nantes Présentée et annotée par René Merlet: Lire ce livre avec Gallica:.
- André Chédeville & Noël-Yves Tonnerre La Bretagne féodale XIe – XIIIe siècle. Ouest-France Université Rennes (1987)  (ISBN 2737300142).
- (en) Foundation for Medieval Genealogy: Brittany: Dukes and Nobility.